# Aniñón
Aniñón (aragónul Aninyón) település Spanyolországban,  Zaragoza tartományban. Aniñón Sestrica, Torralba de Ribota, Cervera de la Cañada, Villarroya de la Sierra, Jarque, Gotor és Illueca községekkel határos. Lakosainak száma 683 fő (2024).

## Népesség
A település lakosságának változását az alábbi diagram mutatja:
| Lakosok száma | 888  | 837  | 822  | 829  | 803  | 761  | 723  | 706  | 659  | 683  |
|               | 2001 | 2004 | 2007 | 2009 | 2011 | 2015 | 2017 | 2019 | 2022 | 2024 |